# Henryk Jan Eibel
Henryk Jan Eibel (ur. 22 lutego 1896 w Frysztaku, zm. 6 czerwca 1965 Penley) – komandor dyplomowany Marynarki Wojennej, odznaczony Krzyżem Srebrnym Orderu Virtuti Militari.

## Życiorys
Eibel ukończył Szkołę Aspirantów Morskich w 1913 w Fiume. W kwietniu 1919 pełnił funkcję uzbrojonej motorówki nr.2 .
W  czerwcu 1919 porucznik Eibel został skierowany do Batalionu Morskiego do Modlina, gdzie szkolił marynarzy i pełnił służbę garnizonową. W porcie wojennym Modlin pełnił funkcję kierownika kancelarii portu (Obsada i organizacja portu Modlin stan 2.02.1919).  
W 1923 będąc już w stopniu kapitana pełnił funkcję dowódcy I Grupy Uzbrojonych Motorówek .  Przed objęciem dowodzenia na szkolnym żaglowcu ORP Iskra odbył roczny staż na statku STS Lwów aby zdobyć odpowiednie doświadczenie dowodzenia szkolnym statkiem  żaglowym.  
W latach 1927-1930 pełnił funkcję kapitana (komendanta) okrętu ORP Iskra na którym szkolono podchorążych marynarki wojennej.  Rejs szkolny w 1929 został przerwany na  Azorach, Eibel otrzymał zadanie przywiezienia do kraju zwłok polskiego lotnika:  Ludwika Idzikowskiego, który zginął podczas przelotu Atlantyku  w czasie awaryjnego lądowania na wyspie Graciosa.
Eibel  w 1925 otrzymał przydział na stanowisko kapitana statku ORP Kaszub, później  został dowódcą ORP Krakowiak (1927-1928). Następnie pełnił funkcję dowódcy na okrętach: ORP  Ślązak (1924-1926), ORP Wilia  (1935-1936). W latach 1920-1921, 1932-1935  kpt. Eibel  otrzymał stanowisko szefa Sekcji Morskiej  w wydziale Wojskowym Komisariatu Generalnego RP w Gdańsku. W latach 1936-1939  pełnił  funkcję zastępcy dowódcy Flotylii Rzecznej MW (stan 1.09.1939). W czasie kampanii wrześniowej kmdr ppor. Henryk Eibel będąc zastępcą d-cy flotylli rzecznej pod nazwą Batalion Morski działającej w rejonie rzek Polesia. W dniu najazdu sowieckiego, 17 września 1939 Eibel był dowódcą oddziału, sformowanego z załóg okrętów flotylli Batalionu Morskiego które zostały zatopione pod Mostami Wolańskimi. Batalion pomaszerował dalej, 23 września będąc w rejonie Ratna cała grupa decyzją  Eibela została podzielona na dwie mniejsze grupy; Eibel ze swoją grupą przedarł się do zgrupowania wojsk gen. Kleberga. Druga grupa żołnierzy pod dowodzona przez z por. Marciniewskiego została skierowana w kierunku Brześcia.
Eibel po zakończeniu kampanii wrześniowej  1939 przedostał się przez Węgry do Francji, następnie  w grudniu 1939 dotarł do Wielkiej Brytanii. Tam też w grudniu 1939 otrzymał stanowisko zastępcy dowódcy okrętu-bazy ORP Gdynia (9 grudnia 1939-21 czerwca 1940), następnie kierownictwie Marynarki Wojennej RP otrzymał funkcję samodzielnego kierownika  referatu  Organizacyjno - Wyszkoleniowego (1940-1941). Po utworzeniu Komendy Morskiej „Północ” w Greenock objął funkcję komendanta ( październik 1942- maj 1943), (grudzień 1943- marzec 1947).
Od października 1942 do maja 1943 był dowódcą  I Dywizjonu Kontrtorpedowców, ponownie grudnia 1943 do lipca 1944 .
Eibel służył na polskim okręcie wojennym ORP Garland pełniąc funkcję dowódcy (marzec 1942, październik 1941). Podczas eskorty okrętów z zaopatrzeniem wojennym do Murmańska i Archangielska w konwoju PQ-16, okręt ORP Garland wsławił się obronie konwoju, odznaczenia otrzymało krzyż Orderu Virtuti Militari pięciu członków załogi, dowódca otrzymał Krzyż Wybitnej Służby (ang.Distinguished Service Cross).   
Po zakończeniu wojny pozostał na emigracji w Anglii, był członkiem Stowarzyszenia Marynarki Wojennej. Od marca 1964 zamieszkał w Polskim Osiedlu Mieszkaniowym w Penrhos w Walii i tutaj pozostał do końca życia. Zmarł w 1965 w polskim szpitalu w Penley, pochowany został na cmentarzu w Wrexham (Sektor G, gr. nr. 12644).

## Ordery i odznaczenia
- Order Virtuti Militari (KS 9604)
- Srebrny Krzyż Zasługi [1]
- Krzyż Wybitnej Służby (Wielka Brytania) (1942)[20] [1],
- DSO (1942)[1]